# NGC 6950
NGC 6950 је група звезда у сазвежђу Делфин која се налази на NGC листи објеката дубоког неба.
Деклинација објекта је + 16° 38' 55" а ректасцензија 20h 41m 10,5s. Привидна величина (магнитуда) објекта NGC 6950 износи 13,8.